# Monte Munson
Il Monte Munson (in lingua inglese: Mount Munson) è un picco roccioso antartico, alto 2800 m, che si innalza dal fianco nordoccidentale      del Monte Wade, a 6 km di distanza dalla sua cima, nelle Prince Olav Mountains, catena montuosa che fa parte dei Monti della Regina Maud, in Antartide.

## Storia
Fu scoperto e fotografato nel novembre 1929 dall'esploratore polare americano Richard Evelyn Byrd, durante il volo verso il Polo Sud per fissare la sua base operativa.
La denominazione è stata assegnata dall'Advisory Committee on Antarctic Names (US-ACAN) in onore del capitano William H. Munson, della U.S. Navy, comandante in capo della squadriglia VX-6 nel 1959-61.